# Сръбска пропаганда в Македония
Сръбска пропаганда в Македония се наричат усилията на сръбската държава и общество за промяна на националното съзнание на македонските българи. Сръбската пропаганда започва в края на 60-те години на XIX век и официално завършва с налагането на македонизма като официална идеология във Вардарска Македония от югославските комунистически власти в средата на 40-те години на XX век, замислена като преходен етап към пълната сърбизация на областта.

## Българо-сръбските отношения и Македонският въпрос
В 1867 година Добродетелната дружина, заедно със сръбския дипломатически агент в Букурещ и със знанието на руските дипломати в Букурещ, Цариград и Пловдив съставя Програма за политически отношения на сърбо-българите (българо-сърбите) или за тяхното сърдечно отношение. Според нея сърбите и българите трябва да създадат обща държава, начело с династията на Обреновичите, която да се управлява от правителство с участието на сърби и българи и общо Народно събрание от представители на двата народа. Инициативата на консервативното течение за създаване на дуалистична държава се проваля поради отказа на Сърбия да подкрепи този проект. Основната причина за това е, че в проекто-протокола, изготвен от дейците на Добродетелната дружина, в земите на българите влиза и Македония. Така на фона на общото недоверие към обединение между южните славяни, известно от писмата на Георги Раковски, за пръв път изниква главния спорен пункт между България и Сърбия, а именно – Македонският въпрос.

## Предпоставки
По време на Сръбско-Турската война от 1876 година, в която участват и български доброволци, българо-сръбските противоречия се проявяват в началото. Сръбското командване забранява на българите да носят български знамена, а после Йован Ристич иска да нарече българските доброволци от Поморавието и Македония „стари сърби“. По тази причина Любен Каравелов влиза в конфликт със сръбските власти и отказва по-нататъшни съвместни действия. Самото название „старосръбски“, което сръбското командване използва по време на войната, е причина за раздори между българските войводи от тези краища. Сърбия посреща със задоволство Руско-турската война (1877 – 1878), като възможност за реванш на „пропуснатите ползи“ от 1876 г. Нейните войски завземат редица градове под юрисдикцията на Българската Екзархия, като Ниш, Пирот, Враня, Лесковац, Трън, Прокупле, Куршумлия. В завладените български селища, сръбските военни власти започват веднага процес на сърбизация. Преследват се българските учители и екзархийски свещеници. Милош Милоевич и Панта Сречкович, трайно се настаняват в Пирот през пролетта на 1878 г., а техни агенти започват да навестяват с открити просръбски експанзионистични цели София и софийските села. След подписване на Санстефанския мирен договор от 1878 година една от най-недоволните страни е Сърбия, макар че получава Нишко. В същото време, на Берлинския конгрес, за да увеличи териториалните си придобивки от заселени с българи земи, Сърбия вече се е преориентирала към подобряване отношенията с Австро-Унгария и отдалечаване от Русия, от която за момента вече нямат полза. В крайна сметка под натиска на Австро-Унгария, Сърбия получава независимост, плюс териториално разширение с Пирот и Враня и така окончателно получава Поморавието. По този повод в Белград, сръбските вестници пишат че в Берлин, Сърбия намерила „едно политическо Елдорадо на Моравското дъно“. След това интересите на Сърбия на западната ѝ граница се пренасочват по посока към Косово и Македония. През 1883 година в Османската империя се прави опит за създаване на „Сръбска църква като опора в борбата против българизма“.

## Пропагандата в Македония

### Културна и религиозна пропаганда
Първоначално, след Руско – Турската война, тя е вяла, но след Съединението се активизира, подкрепяна от Високата порта. В 1886 година в Белград се основава дружеството „Свети Сава“, чиято цел е чрез стипендии и други улеснения да привлича българските младежи от Македония за обучение в Сърбия. През същата 1886 година на заседание в Белград група македонски младежи приемат своя програма, съгласувана със сръбското правителство. В съответствие с програмата през същата година в Цариград е създадено Дружество на сърбо-македонците. През следващата година организацията вече разполага със свои клонове в Цариград, Солун, София и Белград.
В 1887 година са отворени сръбски консулства в Скопие и Солун, а в 1889 година – в Битоля. С отварянето на сръбското битолско консулство консулът Димитрие Боди и учителят Атанасие Юнгич започват опити за отваряне на сръбско училище в града, които обаче завършват с неуспех. Въпреки това в началото на 1890 година Юнгич успява да основе в града „Сръбско-македонска църковно-училищна община“ – първата в Македония, с председател Никола Д. Кики, а по-късно Янаки Калугерович. В края на 1890 година се формира „Поречката църковно-православна община“, обхващаща 36 села в Поречието със седалище в Поречия манастир. В 1891 година се основават сръбски общини в Прилеп и Кичево, а в 1892 година – в Охрид, Галичник, Крушево и Дебър. Общините не са призната нито от османските власти, нито от патриаршеските църковни власти. Председателите на общините, а в поречката, прилепската и кичевската община и членовете на управата са на сръбска издръжка. В 1898 година историкът Уилям Милър пише:
| „ | Закъсняла на полето [на Македонския въпрос], Сърбия наваксва изгубеното време с енергията на нейните агенти. Значителни суми пари се харчат за превърщането на българите в сърби по националност... На север от Шар планина, която преди 1878 година беше границата ne plus ultra на сръбските аспирации, има безспорно истинско сръбско население... Но в останалата част в Македония, където езикът на населението е български, а не сръбски, езиковата разлика, макар не непреодолима, е достатъчна, за да направи задачата трудна. | “ |

С времето обаче сръбските управленчески среди установяват, че налагането на прекия сърбизъм е с ограничен мащаб и е обречено на неуспех. Затова сръбското правителство започва да действа в друга насока, като създава теорията за т.нар. „македонизъм“. Пропагандата внушава, че населението на Македония не е българско, не е сръбско, а е самобитно и има своя история и култура. Творците на македонизма изготвят учебници на диалектен език, в който прибавят сръбски думи.

### Дипломатическа
В края на XIX век Кралство Сърбия и Османската империя подписват консулска конвенция, на базата на която са създадени сръбски консулства в центровете на Косовския, Битолския и Солунския вилает – градовете Скопие, Битоля и Солун. Консулите подпомагат културно-религиозната и военната сръбска пропаганда.
| Сръбски консули в Скопие    | Години        |
| --------------------------- | ------------- |
| 1. Алекса Пачич             | (1887 – 1889) |
| 2. Джордже Попович          | (1889)        |
| 3. Владимир Карич           | (1889 – 1892) |
| 4. Тодор Станкович          | (1892 – 1895) |
| 5. Михайло Ристич           | (1896 – 1898) |
| 6. Милосав Куртович         | (1899)        |
| 7. Павле Денич              | (1900)        |
| 8. Милосав Куртович         | (1900 – 1903) |
| 9. Михайло Ристич           | (1904 – 1906) |
| 10. Любомир Михайлович      | (1907)        |
| 11. Живоин Балугджич        | (1907 – 1909) |
| 12. Йован Йованович - Пижон | (1909 – 1911) |
| 13. Панта Гаврилович        | (1911 – 1912) |

| Сръбски консули в Битоля | Години        |
| ------------------------ | ------------- |
| 1. Димитрие Боди         | (1889 – 1895) |
| 2. Миливое Василевич     | (1895 – 1896) |
| 3. Милойко Веселинович   | (1897 – 1899) |
| 4. Михайло Ристич        | (1899 – 1903) |
| 5. Светислав Станоевич   | (1903 – 1907) |
| 6. Живоин Балугджич      | (1907)        |
| 7. Любомир Михайлович    | (1907 – 1912) |

### Въоръжена пропаганда
| Сръбски офицери и подофицери, четнически войводи в „Стара Сърбия“ (1904 – 1905) | Сръбски офицери и подофицери, четнически войводи в „Стара Сърбия“ (1904 – 1905) | Сръбски офицери и подофицери, четнически войводи в „Стара Сърбия“ (1904 – 1905) |
| №                                                                               | Име                                                                             | Име                                                                             |
| ------------------------------------------------------------------------------- | ------------------------------------------------------------------------------- | ------------------------------------------------------------------------------- |
| 1.                                                                              | поручик Воислав Танкосич                                                        | Војислав Танкосић                                                               |
| 2.                                                                              | капитан Войн Попович Вук                                                        | Војин Поповић Вук                                                               |
| 3.                                                                              | капитан Сретен Райкович Големиот Руднички                                       | Сретен Рајковић – Големиот Руднички                                             |
| 4.                                                                              | сержант Влада Ковачевич                                                         | Влада Ковачевић                                                                 |
| 5.                                                                              | поручик Георги Герджикович (минава на българска страна)                         | Ђорђе Ђерђиковић                                                                |
| 6.                                                                              | подсержант Георги Скопянчето                                                    | Ђорђе Ристић – Скопљанче                                                        |
| 7.                                                                              | сержант Емил Милутинович (дезертьор от австро-унгарската армия)                 | Емил Милутиновић                                                                |
| 8.                                                                              | поручик Стеван Павлович                                                         | Стеван Павловић                                                                 |
| 9.                                                                              | поручик Илия Йованович Големиот Пчински                                         | Илија Јовановић – Големиот Пчињски                                              |
| 10.                                                                             | поручик Душан Хаджийованович                                                    | Душан Хаџи-Јовановић                                                            |
| 11.                                                                             | подпоручик Богдановић                                                           | Богдановић                                                                      |
| 12.                                                                             | сержант Коста Милованович Пекянец                                               | Коста Миловановић Пећанац                                                       |
| 13.                                                                             | поручик Йоца Мирчич                                                             | Јоца Мирчић                                                                     |
| 14.                                                                             | поручик Драгомир Протич                                                         | Драгомир Протић                                                                 |
| 15.                                                                             | поручик Драгомир Василевич                                                      | Драгомир Васиљевић                                                              |
| 16.                                                                             | поручик Борко Пащрович                                                          | Борко Паштровић                                                                 |
| 17.                                                                             | поручик Велимир Вемич                                                           | Велимир Вемић                                                                   |
| 18.                                                                             | поручик Джока Живкович                                                          | Ђока Живковић                                                                   |
| 19.                                                                             | поручик Цено Марков (дезертьор от българската армия)                            | Цане Марковић                                                                   |
| 20.                                                                             | поручик Йован Пешич Топличанин                                                  | Јован Пешић – Топличанин                                                        |
| 21.                                                                             | капитан Люба Вулович                                                            | Љуба Вуловић                                                                    |
| 22.                                                                             | поручик Пера Тодорович                                                          | Пера Тодоровић                                                                  |
| 23.                                                                             | поручик Йосиф Катич                                                             | Јосиф Катић                                                                     |
| 24.                                                                             | поручик Велибор Требинец                                                        | Велибор Требињац                                                                |
| 25.                                                                             | поручик Йован Наумович                                                          | Јован Наумовић                                                                  |
| 26.                                                                             | поручик Душан Савкович                                                          | Душан Савковић                                                                  |
| 27.                                                                             | поручик Душан Секулич                                                           | Душан Секулић                                                                   |
| 28.                                                                             | поручик Брана Йованович                                                         | Брана Јовановић                                                                 |
| 29.                                                                             | поручик Богдан Югович Хайнц                                                     | Богдан Југовић Хајнц                                                            |
| 30.                                                                             | подсержант Цветко Васич                                                         | Цветко Васић                                                                    |
| 31.                                                                             | сержант Пера Качаревич                                                          | Пера Качаревић                                                                  |
| 32.                                                                             | поручик Чолак-Антич                                                             | Чолак-Антић                                                                     |
| 33.                                                                             | поручик Милан Попович                                                           | Милан Поповић                                                                   |
| 34.                                                                             | капитан Божин Симич                                                             | Божин Симић                                                                     |
| 35.                                                                             | сержант Лазар Мишич                                                             | Лазар Мишић                                                                     |

Между 1889 – 1903 година основна цел на сръбската пропаганда е разделянето на Македония на зони на влияние. При избухването на Илинденско-Преображенското въстание Сърбия предлага морална и материална поддръжка на въстаниците и иска изпращането на задграничен представител на ВМОРО в Белград. След потушаването на въстанието през ноември Борис Сарафов е приет в Белград и с негова е договорено навлизането в Македония на въоръжени чети на сръбските комитети с цел съвместни антиосмански действия.
В средата на 1903 година е създаден Главен комитет (Главни одбор) в състав Йован Атанацкович, Милорад Годжевац, Лука Челович, Любомир Давидович, Петър Пешич, Милутин Степанович, Любомир Ковачевич, Яша Проданович, а в 1904 година в комитета влиза и Драгутин Димитриевич. Освен Главния комитет, другите два ръководни центрове на въоръжената пропаганда са местните дейци, предимно в Битоля, и офицерите участници в Майския преврат, които създават Изпълнителен комитетски комитет във Враня, начело с Живоин Рафаилович.
През пролетта на 1904 година са окомплектовани, въоръжени и изпратени първите чети от Сърбия към Македония. Според Живоин Рафаилович първата сръбска чета е тази на Арсо Гаврилович, изпратена от вранския комитет през лятото на 1903 година. Според Василие Търбич първата чета е неговата – навлязла в 1903 година, финансирана от Рафаилович, и действала около селата Ябланица и Старац. Алекса Йованович Коджа смята, че първата чета е финансираната от битолския комитет чета на Мицко Кръстев, навлязла в Македония в края на март 1904 година. А Йован Хадживасилевич смята, че първата чета е тази на Ангелко Алексов, организирана от Главния комитет и навлязла през май 1904 г.
Четите на Георги Цветков Дримколски и Ангелко Алексов са унищожени само след месец. На 19 юли Велко Мандарчев е изпратен с чета в Скопска Църна гора, Глигор Соколович в Прилепско, Христо Цветков Сушички в Поречието, където го очаква Мицко Кръстев. Джордже Цветкович и Василие Търбич са изпратени в Дримкол и Охридско. В Македония сръбските чети са посрещнати от войводата на ВМОРО Боби Стойчев, който е инструктиран от Борис Сарафов да ги подпомогне. До края на лятото четите се срещат още с четите на Христо Узунов, Георги Сугарев, Петър Чаулев и други. Василие Търбич се среща и разговаря с Даме Груев. Няколко месеца по-късно сърбите използват Кокошинското клане като повод да се разграничат от съвместните действия с ВМОРО.
След Младотурската революция в 1908 година Сръбската четническа организация издава разпореждане за разпускане на действащите сръбски чети, и на всички войводи на 27 юли се нарежда да се завърнат по родните им места, за да работят сред местното население за създаване на легална сръбска политическа формация. Между 12 и 15 август 1908 г. в Скопие се провежда Първата сръбска конференция, на която е основана Сръбска демократическа лига в Османската империя.
| Заплати на сръбски дейци в Поречието в 1911 | Заплати на сръбски дейци в Поречието в 1911 | Заплати на сръбски дейци в Поречието в 1911 | Заплати на сръбски дейци в Поречието в 1911 | Заплати на сръбски дейци в Поречието в 1911 | Заплати на сръбски дейци в Поречието в 1911 |
| №                                           | Име                                         | длъжност                                    | от                                          | месечна заплата в лири                      |                                             |
| ------------------------------------------- | ------------------------------------------- | ------------------------------------------- | ------------------------------------------- | ------------------------------------------- | ------------------------------------------- |
| 1.                                          | Христо                                      | игумен                                      | Поречки манастир                            | 3 и половина                                |                                             |
| 2.                                          | Кръсте                                      | свещеник                                    | Манастирец (Долни или Горни)                | 4                                           |                                             |
| 3.                                          | Захарий                                     | свещеник                                    | Томино                                      | 2                                           |                                             |
| 4.                                          | Харитон                                     | свещеник                                    | Томино                                      | 2                                           |                                             |
| 5.                                          | Генадий                                     | свещеник                                    | Бенче                                       | 3                                           |                                             |
| 6.                                          | Евтимий                                     | свещеник                                    | Бенче                                       | 2                                           |                                             |
| 7.                                          | Цветко                                      | свещеник                                    | Девич                                       | 2                                           |                                             |
| 8.                                          | дякон Софроний                              | свещеник                                    | Круше (Долно или Горно)                     | 3                                           |                                             |
| 9.                                          | Димо                                        | свещеник                                    | Црешнево                                    | 2 и половина                                |                                             |
| 10.                                         | Иван                                        | свещеник                                    | Црешнево                                    | 2                                           |                                             |
| 11.                                         | Тасе                                        | свещеник                                    | Крапа                                       | 3                                           |                                             |
| 12.                                         | Велко                                       | свещеник                                    | Ягол                                        | 2 и половина                                |                                             |
| 13.                                         | Никола                                      | свещеник                                    | Призрен                                     | 4 и половина                                |                                             |
| 14.                                         | Йосиф                                       | свещеник                                    | Ташлидже                                    | 4                                           |                                             |
| 15.                                         | Силян                                       | свещеник                                    | Орланци                                     | 3                                           |                                             |
| 16.                                         | Данил                                       | войвода                                     | Крапа                                       | 3 и половина                                |                                             |
| 17.                                         | Божко                                       | войвода                                     | Вир                                         | 3                                           |                                             |
| 18.                                         | Михаил                                      | войвода                                     | Брод                                        | 3                                           |                                             |
| 19.                                         | Змейко                                      | войвода                                     | Белица                                      | 3                                           |                                             |
| 20.                                         | Пройче                                      | четник                                      | Вир                                         | 2                                           |                                             |
| 21.                                         | Димитър                                     | четник                                      | Црешнево                                    | 2                                           |                                             |
| 22.                                         | Милан                                       | четник                                      | Локвица                                     | 2 и половина                                |                                             |

## Присъединяване на Вардарска Македония
В началото на XX век България, Гърция, Сърбия и Черна гора под покровителството на Русия се съюзяват срещу Османска Турция, побеждават я в Балканската война и изтласкват турският феодализъм от Европа. Както и при Берлинския конгрес Великите сили активно действат срещу Русия и интересите на балканските народи, като успяват да ги противопоставят едни на други. Гърция и Сърбия сключват таен съюз насочен против България, техните войски нарушават предвоенните споразумения окупирайки населени с българи земи в Македония, впоследствие отказват да се изтеглят в предварително договорените за тях окупационни зони. Провокиран от това осланяйки се на силата на българската армия цар Фердинанд, без никаква дипломатическа подготовка, заповядва сръбските и гръцките сили да бъдат изгонени от Македония и да им бъде наложено спазването на съюзните договори. Така е даден повод за Междусъюзническата война. След нея Сърбия и Гърция практически си поделят българските земи в Македония и установяват обща граница помежду си. След избухването на Първата световна война в 1914 година Сърбия създава така наречения Четнически комитет със седалище в Скопие, на който се възлага задачата успоредно с армията и жандармерията да „пази реда и спокойствието в Македония“. В комитета влизат сръбските войводи Цено Марков, Василие Търбич, Йован Бабунски, Йосиф Дякович, Стефан Келеша, Вангел Йованович, Михаил Борянец и Михаил Коневич, на които сръбското военно командване дава на разположение по 100— 150 четници. В Първата световна война сръбската армия е напълно победена от Централните сили (сред които и България), но след края ѝ те се нареждат сред печелившите като съюзници на страните от Съглашението и България губи отново Вардарска Македония. Сръбската кралска династия е обявена за глава на създаденото в 1918 година Кралство на сърби, хървати и словенци преименувано в 1929 година в кралство Югославия. Населението на Вардарска Македония е официално обявено за „южни сърби“, а самата територия за „Южна Сърбия“.

## Неизползвана литература
- Војводић, Михаило: ”Друштво Светог Саве” – документа 1886 – 1891. године, издање Архива Србије и Друштва Светога Саве, Београд 1999.
- Документи о спољној политици Краљевине Србије 1903 – 1914. Том I – Том V (1984 – 2009), колектив, Београд.
- Елезовић, Глигорије: Турски споменици у Скопљу, I-1926, II-1929 III-1930. Крестић, Василије, Љушић, Радош: Програми и статути српских политичких странака до 1918. године, Београд 1991.
- Кузмичева, Л. В., Ковачевић, Д. М.: Годишњи извештаји Министарства иностраних дела Русије о Србији и Босни и Херцеговини од 1878. до 1903. године, у ”Руски извори о Србији”, Нови Сад 1996.
- Лаиновић, Андрија: Грађа о балканској политици у вези са албанским бунама 1910. и 1911. године, Годишњак Архива Косова, II и III (1970).
- Лапе, Љубен: Извештаји од 1903. на српските конзули, митрополити и училишни инспектори во Македонија, Скопје 1954.
- Мемоар Јована Мишковића, Архив САНУ, бр. 7381, 1. мај 1907.
- Преписка о арбанаским насиљима у Старој Србији 1898 – 1899, Београд 1899.
- Раденић, А.: Аустро-Угарска и Србија 1903 – 1908, Документа из Бечких архива, I, II, III, IV, Београд 1973.
- Стојковић, M: Балкански уговорни односи 1876 – 1996, I (1876 – 1918), Београд 1998.
- Ћоровић, Владимир: Дипломатска преписка Краљевине Србије, I, II, Београд 1933.
- Џамбазовски, Климент: Грађа за историју македонског народа из Архива Србије, Скопље 1986.